# Eryngium rocheri
Eryngium rocheri là một loài thực vật có hoa trong họ Hoa tán. Loài này được P.Fourn. mô tả khoa học đầu tiên năm 1937.